# Ilse Twardowski-Conrat

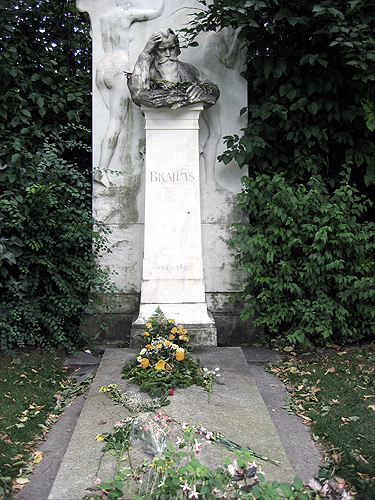
Tombe de Johannes Brahms au Zentralfriedhof à Vienne. Œuvre funéraire d'Ilse Twardowski-Conrat.

Ilse von Twardowski, également connue sous le nom de Ilse Twardowski-Conrat (1880, Vienne - 1942, Munich), est une sculptrice autrichienne.

## Biographie
Ilse von Twardowski est née à Vienne. En 1882, la famille se convertit du judaïsme au protestantisme. Son père marchand change alors son nom de Hugh Cohn en Hugh Conrat. Son frère Ferdinand Cohn, devenu un bactériologiste de premier plan, a lui conservé son nom de naissance.
Sa sœur, Erica Tietze-Conrat (en), est une historienne de l'art reconnue, fervente partisane de l'art contemporain à Vienne et spécialisée dans l'art de la Renaissance et des dessins de l'école vénitienne.
Ilse von Twardowski se forme à la sculpture aux côtés de Josef Breitner et Charles van der Stappen. Elle réalise l'une de ses premières commande pour l'impératrice Elisabeth d'Autriche. En 1909, son travail est présenté dans l'exposition 8 femmes artistes. 
En 1910, l'artiste rejoint l'Association autrichienne des femmes artistes (VBKÖ). La même année, elle est choisie pour concevoir le monument funéraire de son ancien professeur Charles van der Stappen. Elle est également reconnue pour sa création de la pierre tombale du compositeur allemand Johannes Brahms, qu'elle a personnellement connu.
En 1935, le pouvoir en place lui demande de cesser ses activités artistiques, elle vend son grand studio de Munich, et s'installe en banlieue.
Ilse von Twardowski se donne la mort à Munich en 1942, après avoir reçu l'ordre de se joindre à d'autres Juifs pendant la période de l'Holocauste,.

## Reconnaissance
Le nom d'Ilse von Twardowski a été donné à une place de la ville de Munich.
De janvier à mai 2019, le Lower Belvedere présente City of Women, une exposition consacrée aux artistes femmes à Vienne de 1900 à 1938. Le parcours montre pour la première fois la manière dont ces artistes ont pu s'inscrire à l'âge moderne viennois malgré des conditions défavorables, avant d'être oubliées par la suite. L'exposition élargit la vision du modernisme viennois et se concentre sur les femmes qui ont activement contribué à façonner la scène artistique au début du XXe siècle.